# Phản ứng Diet Coke và Mentos phun trào

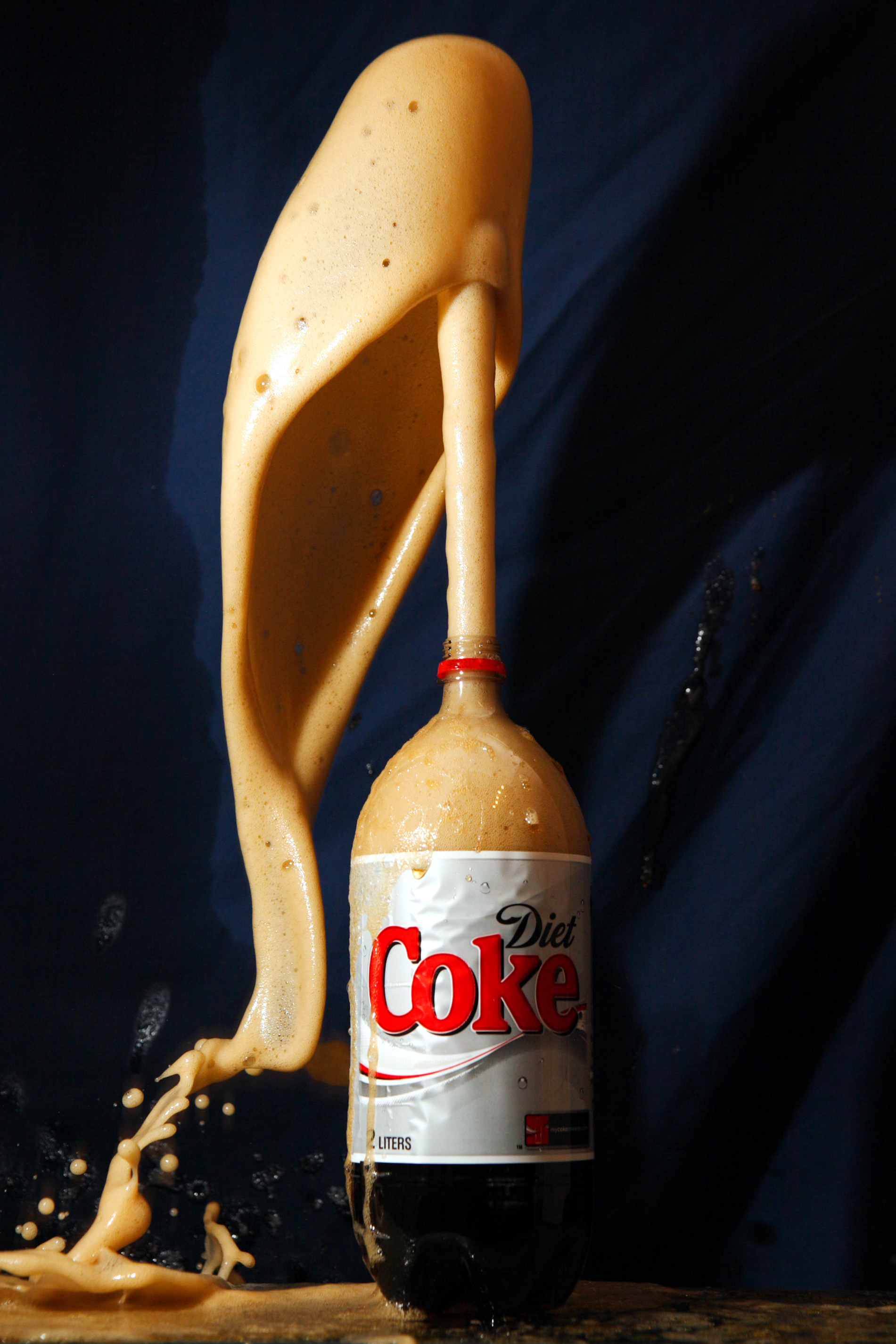
Chai Diet Coke hai lít sau khi vừa cho kẹo Mentos vào

Phản ứng Diet Coke và Mentos phun trào là phản ứng giữa một loại nước giải khát có ga và kẹo Mentos khiến nước có ga phun ngược ra khỏi bình chứa.
Rất nhiều lỗ nhỏ trên bề mặt kẹo Mentos (một thương hiệu kẹo cao su của hãng Perfetti Van Melle, Hà Lan) đã gây xúc tác cho việc giải phóng khí carbon dioxide (CO2) khỏi nước có ga. Kết quả cho việc này là sự tống ra liên tục một lượng lớn bọt. Dù bất cứ nước giải khát có ga nào cũng có khả năng tạo phản ứng này, Diet Coke (nước uống Coca cola không có đường) vẫn được dùng rất phổ biến vì nó cho kết quả tốt nhất.

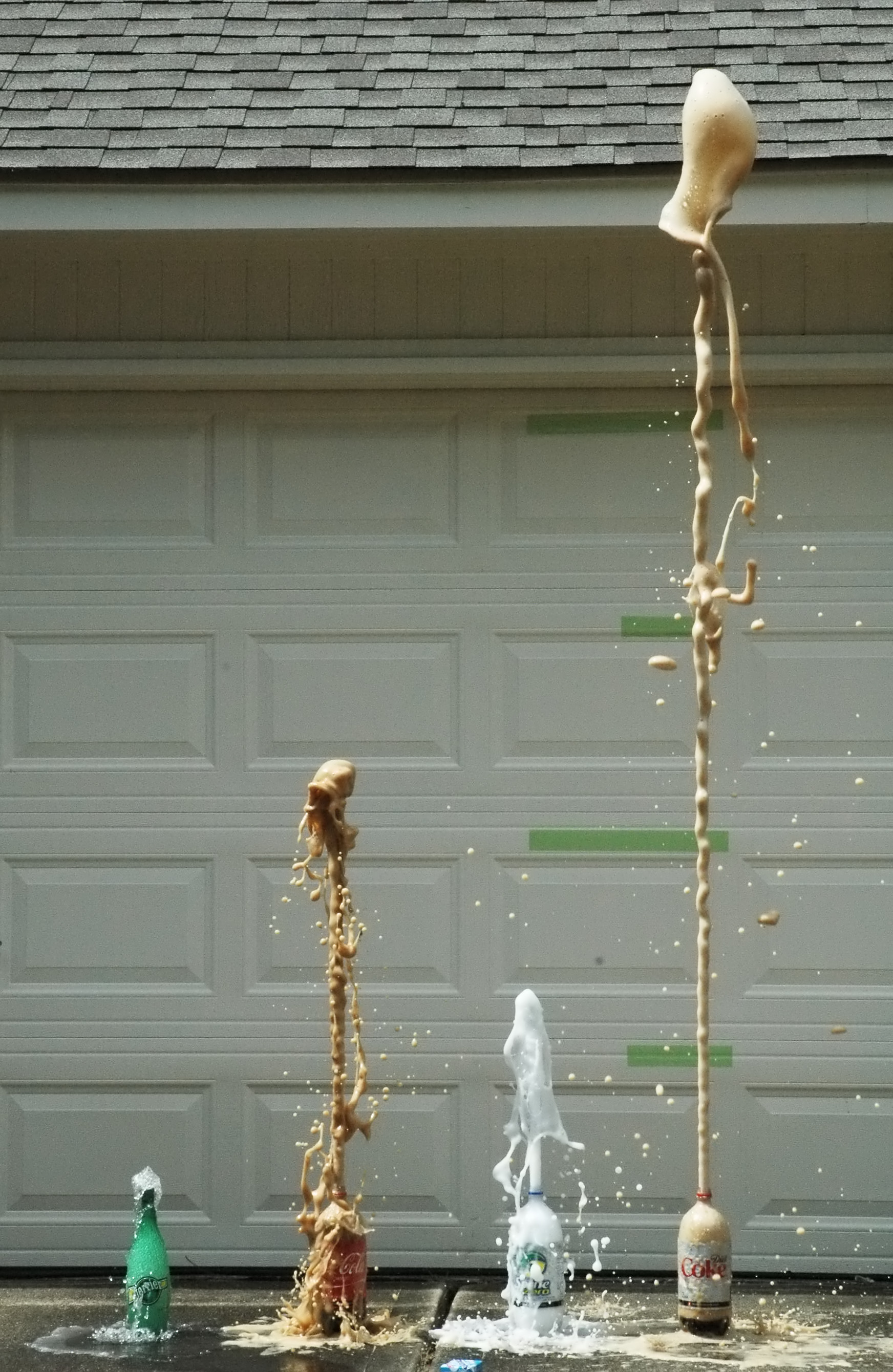
Từ trái sang phải: Phản ứng của năm viên Mentos với nước Perrier, Coca-Cola, Sprite và Diet Coke

## Nguyên nhân
Khi Mentos tiếp xúc với Diet Coke, một phản ứng xảy ra gây hiện tượng tạo bọt liên tục.
Đội MythBusters kết luận kali benzoate, đường hóa học, và CO2 trong Diet Coke, phối hợp với gelatin và gum arabic (phụ gia tạo đặc) trong kẹo Mentos, đều cùng đóng góp cho phản ứng tạo bọt.
Cấu trúc của kẹo Mentos là nguyên nhân quan trọng nhất của việc phun trào do sự cấu tạo hạt nhân của nó. MythBusters báo cáo rằng khi cho Mentos hương trái cây với lớp vỏ trơn mịn như phủ sáp tham gia thì phản ứng gần như không xảy ra, trong khi Mentos bạc hà (không có lớp vỏ mịn) được cho vào thức uống có ga thì tạo thành một đợt phun trào mạnh mẽ. Theo MythBusters, bề mặt của Mentos bạc hà có nhiều lỗ nhỏ li ti làm tăng diện tích bề mặt cho phản ứng (và do đó số lượng chất phản ứng tiếp xúc với nhau tăng), từ đó tạo điều kiện cho bóng khí CO2 hình thành liên tục đủ nhanh và nhiều cho đợt"phun trào".
Giả thuyết này được thêm sự củng cố khi halit được sử dụng như một"chất làm mồi"để phản ứng xảy ra. Một bài báo của Tonya Coffey, một nhà vật lý tại Đại học bang Appalachian tại Boone, Bắc Carolina, xác nhận rằng các bề mặt gồ ghề của kẹo Mentos giúp tăng tốc độ phản ứng. Coffey cũng phát hiện ra rằng đường aspartam trong nước giải khát có ga ăn kiêng làm giảm sức căng bề mặt và gây ra một phản ứng lớn hơn, nhưng caffeine không làm tăng tốc độ phản ứng.

## Kỷ lục
Một kỷ lục Guinness thế giới cho 2.865 mạch nước phun đồng thời được xác lập vào ngày 17 tháng 10 năm 2010, trong một sự kiện được tổ chức bởi Perfetti Van Melle (hãng làm kẹo Mentos) tại khu liên hợp SM Mall of Asia tại Manila, Philippines.